# Postul Crăciunului

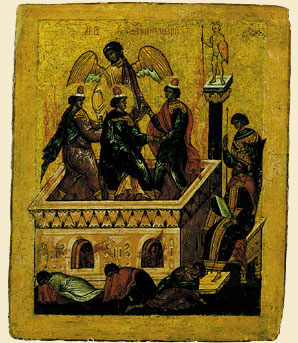
Sfinţii trei tineri în cuptorul de foc - celebrată în timpul Postului Nașterii Domnului - în semn de recunoaștere a darurilor dobândite prin post. Icoană din sec. al XV-lea secol, Școala de la Novgorod.

Postul Crăciunului sau Postul Nașterii Domnului, numit și Postul Sfântului Martin ori Postul Ignatului sau Advent este o perioadă precedentă Crăciunului. Această variază de la patru la șase săptămâni aproximativ, în funcție de rit și loc.
Conform tradiției stabilite cu timpul în Biserica Ortodoxă, Postului Crăciunului este de asprime mijlocie, fiind un post al bucuriei. De aceea, pe lângă abținerea de la mâncărurile „de dulce” și alte renunțări, Biserica propune un program liturgic în care un loc special îl ocupă colindele tradiționale.
Conciliul Tridentin a reglementat pentru Biserica Romano-Catolică timpul Adventului ca perioadă de patru săptămâni în vederea pregătirii pentru Crăciun.
Una din cele mai importante sărbători din perioada Postului Crăciunului este Intrarea în Biserică a Maicii Domnului.